# Clemens Hoch

Clemens Hoch, 2023

Clemens Hoch (* 5. Januar 1978 in Andernach) ist ein deutscher Politiker (SPD). Seit dem 18. Mai 2021 ist er Minister für Wissenschaft und Gesundheit. Davor war er von November 2014 bis Mai 2021 Chef der Staatskanzlei des Landes Rheinland-Pfalz im Rang eines Staatssekretärs.

## Leben
Clemens Hoch besuchte in den Jahren 1988 bis 1997 das Kurfürst-Salentin-Gymnasium in Andernach und schloss mit dem Abitur ab. Nach dem Zivildienst bei der Caritas studierte er von 1998 bis 2003 Rechtswissenschaften an der Rheinischen Friedrich-Wilhelms-Universität in Bonn und verbrachte ein Gastsemester als Erasmus-Student in Prag. Im Juni 2006 erhielt er seine Zulassung als Rechtsanwalt und arbeitete bis zum Jahr 2013 in einer Kanzlei. Clemens Hoch ist mit der Architektin Sandra Hoch verheiratet. Das Paar hat drei Kinder.

## Mandate und Ämter
Ab dem 18. Mai 2006 war Clemens Hoch Mitglied des Landtages von Rheinland-Pfalz, nachdem er bei der Wahl zum 15. Landtag am 26. März 2006 für die SPD das Direktmandat im Wahlkreis 11 (Andernach) mit 45,6 % der gültigen Wahlkreisstimmen errungen hatte. Fünf Jahre später verlor er bei der Wahl zum 16. Landtag am 27. März 2011 seinen Wahlkreis an Hedi Thelen (CDU), zog aber dennoch über Platz 25 der SPD-Landesliste in das Landesparlament ein. Am 16. Januar 2013 schied er aus dem Landtag aus, um als Ministerialdirektor die Position des Leiters der Abteilung 4 (Ressortkoordination, Landtag) und des Ständigen Vertreters der Chefin der Staatskanzlei Jacqueline Kraege zu übernehmen. Das Landtagsmandat von Clemens Hoch übernahm Marc Ruland. Im Zuge der Regierungsumbildung am 12. November 2014 stieg Hoch zum Chef der Staatskanzlei im Rang eines Staatssekretärs auf.
Am 13. März 2016 wurde Clemens Hoch bei der Wahl zum 17. Landtag erneut in das Landesparlament gewählt. Er konnte dabei den Wahlkreis 11 (Andernach) von der CDU mit einem Vorsprung von 1,3 % der Wahlkreisstimmen zurückerobern. Da er auch der neuen Regierung als Chef der Staatskanzlei angehörte, verzichtete er auf das Mandat; wieder rückte Marc Ruland über die Landesliste für ihn nach.
Weitere seiner Tätigkeiten und Funktionen waren unter anderem:
- rechtspolitischer Sprecher der Landtagsfraktion
- Mitglied des Petitionsausschusses
- Beisitzer im Fraktionsvorstand
- Schriftführer des Landtages
- Mitglied im Richterwahlausschuss
- Mitglied in der Datenschutzkommission
- Mitglied im Wahlprüfungsausschuss
- Mitglied im Beirat des Instituts für Rechtspolitik an der Universität Trier
- Mitglied im Kuratorium der Stiftung Rheinland-Pfalz für Opferschutz

Nach der Landtagswahl 2021 nominierte ihn Ministerpräsidentin Malu Dreyer Anfang Mai desselben Jahres als Minister für Gesundheit und Wissenschaft im Kabinett Dreyer III. Mit der Konstituierung des neuen Landtags am 18. Mai 2021 trat Hoch sein Amt an. Seit dem 10. Juli 2024 hat er das Amt auch im Kabinett Schweitzer inne.

## Partei
Hoch trat im Jahr 1996 der SPD bei und war zunächst in den Jahren 1997 bis 2000 Geschäftsführer der SPD in Andernach, danach von 1998 bis 2000 stellvertretender Vorsitzender und Finanzreferent der Jusos im Bezirk Rheinland sowie im Landesverband Rheinland-Pfalz. Im gleichen Zeitraum übernahm er die Geschäfte der SPD-Fraktion in Andernach (1999 bis 2004) und wurde zudem stellvertretender Vorsitzender der SPD Andernach bis 2007 und stellvertretender Vorsitzender der SPD im Landkreis Mayen-Koblenz bis zum Jahr 2009.

## Kommunalpolitik
In den Jahren 1999 bis 2015 war er Mitglied des Stadtrates in Andernach und des Aufsichtsrates der Stadtwerke Andernach, von 2004 bis 2014 war er Fraktionsvorsitzender der SPD im Andernacher Stadtrat und von 2009 bis 2015 Kreisvorsitzender der SPD Mayen-Koblenz.